# Peropteryx macrotis
Peropteryx macrotis är en däggdjursart som först beskrevs av Wagner 1843.  Peropteryx macrotis ingår i släktet Peropteryx och familjen frisvansade fladdermöss. IUCN kategoriserar arten globalt som livskraftig. Inga underarter finns listade i Catalogue of Life.
Artepitet macrotis i det vetenskapliga namnet är latin och betyder "långa öron".
Honor blir med en kroppslängd (huvud och bål) av cirka 50 mm lite större än hanar som blir cirka 47 mm långa. Därtill kommer en cirka 10mm lång svans. Pälsen har på ovansidan en ljusbrun, rödbrun eller mörkbrun färg och undersidan är alltid ljusare än ryggen. Artens huvud påminner om hundens huvud och öronen är långa. Liksom hos andra medlemmar av samma släkte har hanar ett hudveck i flygmembranen som påminner om en påse. Tandformeln är I 1/3 C 1/1 P 2/2 M 3/3, alltså 32 tänder.
Denna fladdermus förekommer i Central- och Sydamerika från södra Mexiko till centrala Bolivia, norra Paraguay och södra Brasilien. Habitatet utgörs främst av tropiska lövfällande skogar men arten besöker även städsegröna skogar, buskskogar och människans samhällen. Peropteryx macrotis vistas i låglandet och i kulliga områden som är lägre än 500 meter över havet.
Individerna jagar flygande insekter som skalbaggar eller flugor. I människans samhällen flyger arten ofta nära gatubelysningen där många insekter förekommer. Ensamma exemplar eller flockar med upp till 10 medlemmar vilar i grottor. Vanligen finns bara en vuxen hane i flocken. Ofta förekommer blandade kolonier med andra fladdermöss. Peropteryx macrotis vilar sällan med fötterna fäst i taket och huvudet nedåt. Den ligger oftare på en mer eller mindre vertikal yta.
Denna fladdermus jagas själv av ugglor och av större fladdermöss som Chrotopterus auritus. Parningstiden är beroende av populationens utbredning. Honan är 4 till 4,5 månader dräktig och sedan föds oftast en enda unge.